# Bow Church (DLR)
Bow Church is een station van de Docklands Light Railway aan de Stratford branch, dat in 1987 werd geopend. Het station is gelegen in Bow in de borough Tower Hamlets in het oosten van de metropool Groot-Londen.